# Parisienne (Zigarettenmarke)

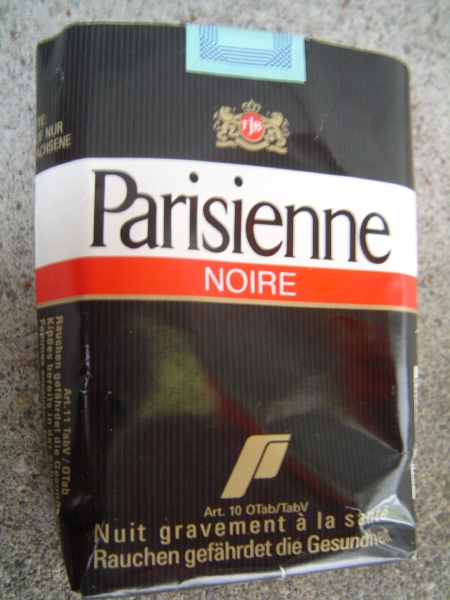
Parisienne Noire (ca. 2005)

Parisienne (französisch für Pariserin) ist eine Zigarettenmarke des Zigarettenherstellers British American Tobacco Switzerland (BAT). Sie wies im Jahr 2003 einen Marktanteil von 13,7 Prozent auf und war damit nach Marlboro die meistverkaufte Zigarettenmarke der Schweiz. Produktionsstandort war seit der Gründung der Firma durch den Elsässer Martin Burrus 1887 Boncourt im Kanton Jura (siehe F. J. Burrus).
Nachdem im Rahmen von Einschränkungen der Werbung für Tabakwaren Produktklassifikationen wie mild oder light verboten worden waren, wurden die entsprechenden Parisienne-Sorten ohne Veränderung der Rezeptur umbenannt. Im Rahmen einer Verkaufsförderungsmassnahme an den Kiosken wurde zudem die Sorte Noire (schwarz) neu eingeführt.
Früher war die Marke in der Schweiz auch unter dem Namen Parisiennes verbreitet. Parisiennes Filtres werden heute von Altadis in Argentinien hergestellt.
In den 1990er-Jahren wurde unter dem Titel Parisienne People eine aufwändige Werbekampagne gefahren, in der jeweils ein Spot von einem namhaften Filmregisseur gedreht wurde.
Parisienne wird auch in Österreich und in Deutschland verkauft.
Anscheinend wird Parisienne für den Schweizer Markt seit Dezember 2023 in Kooperation mit Philip Morris International (PMI) in Neuenburg produziert. Aber auch in der EU hergestellte Parisienne sind nun erhältlich.

## Sorten
| Name                        | Teer  | Nikotin |
| --------------------------- | ----- | ------- |
| Parisienne Rouge            | 10 mg | 0,8 mg  |
| Parisienne Jaune            | 07 mg | 0,6 mg  |
| Parisienne Bleue            | 06 mg | 0,5 mg  |
| Parisienne Blonde           | 04 mg | 0,4 mg  |
| Parisienne Ciel             | 01 mg | 0,1 mg  |
| Parisienne Jaune Ohne/Sans  | 08 mg | 0,8 mg  |
| Parisienne Verte Ohne/Sans  | 06 mg | 0,6 mg  |
| Parisienne Orange Ohne/Sans | 04 mg | 0,4 mg  |
| Parisienne Orange Plus      | 04 mg | 0,4 mg  |
| Parisienne Petite Bleue     | 06 mg | 0,5 mg  |
| Parisienne Petite Orange    | 04 mg | 0,4 mg  |